# Глинянка (Жмеринський район)
Глиня́нка — село в Україні, у Барській міській громаді Жмеринського району Вінницької області.

## Історія

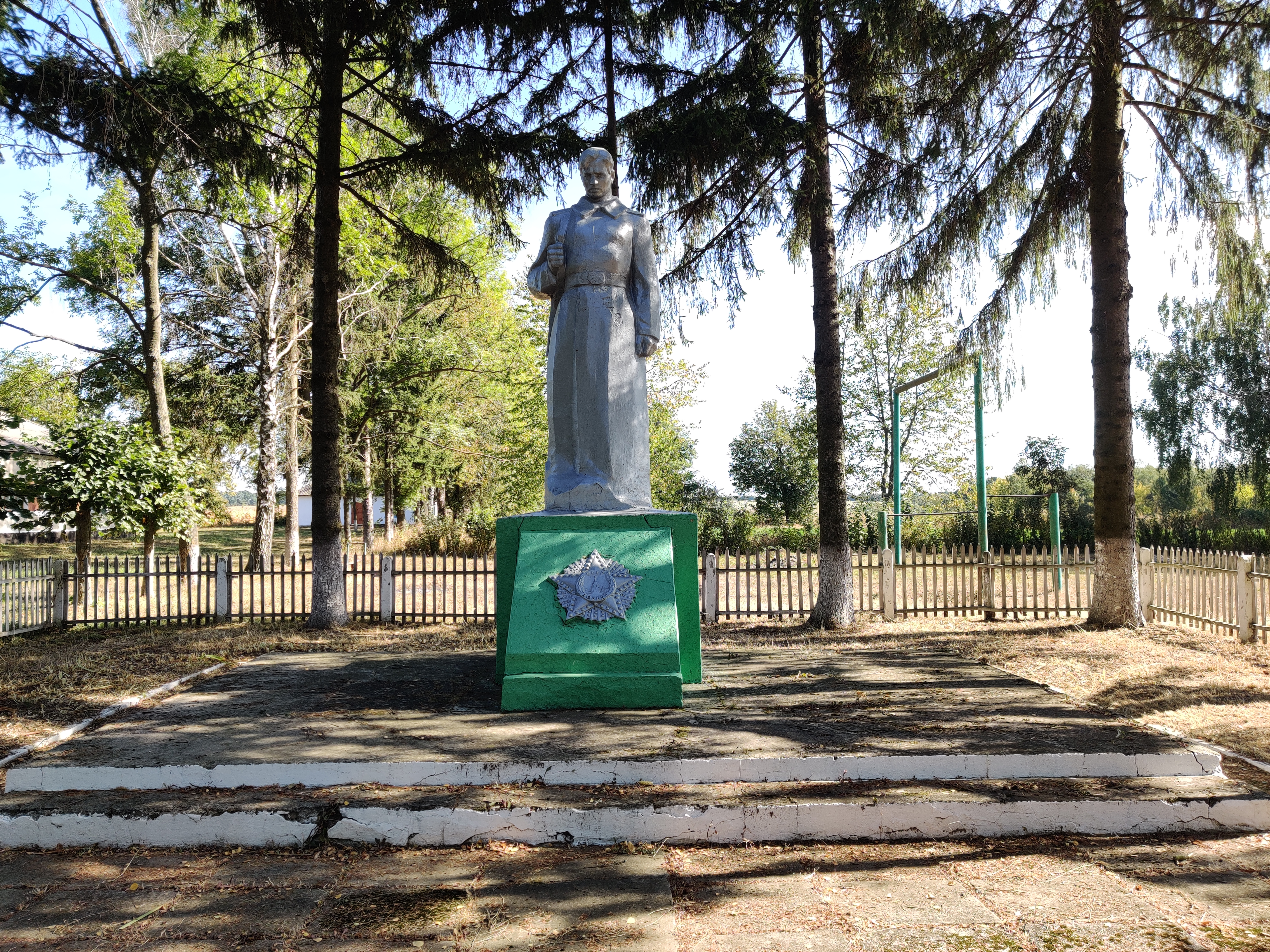
Пам'ятник 64 воїнам-односельчанам

У часі другого голодомору у 1932—1933 роках, проведеного радянською владою, загинуло 4 особи.
12 червня 2020 року, відповідно до Розпорядження Кабінету Міністрів України № 707-р «Про визначення адміністративних центрів та затвердження територій територіальних громад Вінницької області», увійшло до складу Барської міської громади.
19 липня 2020 року, в результаті адміністративно-територіальної реформи та ліквідації Барського району, село увійшло до складу Жмеринського району.

## Пам'ятки
У селі є пам'ятки:
- Пам'ятник 64 воїнам-односельчанам, загиблим на фронтах Великої Вітчизняної війни[4], 1968. Пам'ятка розташована біля школи.

## Відомі люди
У селі народився український педагог Зажирко Микола Петрович (1946—2016).
Кухар Роман Петрович (22 березня 1978 — 10 квітня 2023) — український військовик, учасник російсько-української війни нагороджено орденом «За мужність» 3 ступеня